# Vikingarnas IF
Vikingarnas Idrottsförening (Vikingarnas IF) var en idrottsförening från Helsingborg i Skåne län, bildad 1941. Föreningen var mest känd för sina framgångar i handboll på herrsidan.
Herrlaget blev svenska mästare som nykomlingar säsongen 1960/1961 och vann SM-guld också 1967 och 1981, den senare årgången med dåvarande förbundskaptenen Caj-Åke Andersson som tränare. Herrarna ligger på en 19:e plats i maratontabellen efter 18 spelade säsonger, den sista 1989/1990.
Bland framstående profiler i klubben kan nämnas Rolf Almqvist, som vann den allsvenska skytteligan två gånger, säsongen 1954/1955 (då han spelade i IFK Karlskrona) och 1962/1963. Almqvist spelade 77 A-landskamper inomhus mellan 1953 och 1965. Kjell-Åke "Charlie" Petersson vann den allsvenska skytteligan guldsäsongen 1966/1967.
1994 gick Vikingarnas IF:s handbollssektion samman med HF Olympia och bildade Olympic/Viking HK, som 2006 bytte namn till OV Helsingborg HK.

## Meriter
- Svenska mästare tre gånger: 1961, 1967 och 1981

## Spelare i urval
- Rolf Almqvist
- Evert Hansson
- Ragnar "Ragge" Hansson
- Bengt Håkansson
- Ingemar Olofsson
- Kjell-Åke "Charlie" Petersson
- Sven "Pidder" Pettersson
- Bo "Pigge" Persson